# Andy LaRocque
Andy LaRocque, pseudonimo di Anders Allhage (Göteborg, 29 novembre 1962), è un chitarrista svedese Heavy metal; gran parte della sua notorietà è dovuta alla militanza nel gruppo di King Diamond.
La sua carriera musicale iniziò con il gruppo hair metal Swedish Beauty, che dopo ottenne successo sotto il nome di Swedish Erotica. Successivamente entrò nei E.F. Band, pubblicando un solo disco, One Night Stand nel 1985.
Il grande salto di popolarità avvenne con il suo ingaggio nel gruppo di King Diamond, con cui Andy lavora ancora, essendo un membro fidato del cantante danese. Chitarrista dotato di un'ottima tecnica, LaRocque inserisce nel suo stile elementi di musica classica e arabica (tutto ciò è molto avvertibile nell'album Abigail di King Diamond).
Da ricordare anche la collaborazione con i Death nell'album Individual Thought Patterns, album ad alto tasso tecnico dove anche qui Andy duetta, chitarristicamente, alla perfezione con il leader Chuck Schuldiner.
Oltre all'attività di musicista, Andy è anche un produttore musicale. Nel 1995, il chitarrista ha fondato la "Los Angered Recordings", collocata in Angered, Svezia e ha prodotto dischi per Soul Reaper, Eidolon, Falconer e Evergrey. Nel 2007 lavora con la band italo/danese Chaoswave, mixandone il secondo album Dead Eye Dreaming.

## Discografia

### E.F. Band
- One Night Stand (1985)

### King Diamond
- Fatal Portrait (1986)
- Abigail (1987)
- Them (1988)
- The Dark Sides (EP, 1988)
- Conspiracy (1989)
- The Eye (1990)
- In Concert 1987: Abigail (live, 1991)
- A Dangerous Meeting (compilation, 1992)
- The Spider's Lullabye (1995)
- The Graveyard (1996)
- Voodoo (1998)
- House of God (2000)
- Abigail II: The Revenge (2002)
- The Puppet Master (2003)
- Deadly Lullabyes: Live (2004)
- Give Me Your Soul...Please (2007)

### Death
- Individual Thought Patterns (1993)

### IllWill
- Evilution (1999)

### Come ospite
- At the Gates – Slaughter of the Soul (1995), assolo nel brano "Cold"
- Evergrey – The Dark Discovery (1998)
- Dimmu Borgir – Puritanical Euphoric Misanthropia (2000), assolo nel brano "Devil's Path"
- Falconer – Chapters From A Vale Forlorn (2002)